# Aki no yo no naga monogatari
 (novembre 2017).
Aki no yo no naga monogatari (秋夜長物語) est un otogi-zōshi japonais de la période Nanboku-chō.

## Genre, paternité et date
Aki no yo no naga monogatari est un travail du genre otogi-zōshi.
Son auteur est inconnu. Une édition imprimée de 1716 attribue l'œuvre au moine confucianiste Gen'e-hōin (ja), qui a vécu au XIVe siècle, mais cette attribution est douteuse. Son style d'écriture ressemble à celui du célèbre gunki monogatari Taiheiki. Un vieux manuscrit de l'ouvrage, le Eiwa-bon, datant de 1377, est écrit sur le revers d'une copie du Taiheiki. Ryūshin Matsumoto (ja), dans son article sur l'Aki no yo no naga monogatari pour le Nihon koten bungaku daijiten de 1983 a spéculé que sur cette base l'attribution à Gen'e n'est pas sans mérite.
En se fondant sur l'existence de l'Eiwa-bon, le travail doit dater de l'époque Nanboku-chō au plus tard.

## Résumé
Le moine Enryaku-ji Keikai (桂海) rend visite à Mii-dera et tombe amoureux d'Umewaka (梅若), le fils de la ministre Hanazono de la Gauche (花園左大臣)[pas clair] , mais Umewaka est emporté par un tengu. Les moines de Mii-dera, à la recherche du garçon, combattent avec Enryaku-ji et brûlent le bâtiment du temple. Umewaka est de nouveau en sécurité, mais en apprenant ce qui s'est passé, il se suicide. Keikai pleure Umewaka et se tourne vers le moine Tendai révéré Sensei-shōnin (瞻西上人) pour chercher du réconfort .

## Tradition textuelle
Le travail tient en un seul volume. Il existe un grand nombre de ces manuscrits, et ceux-ci sont divisés en cinq groupes, en fonction de leurs variations textuelles significatives.
Le premier groupe comprend le manuscrit d'Eiwa-bon résumé ci-dessus, un manuscrit Eiwa 3 (1377) détenu par l'Isao-kōjō (高乗勲) tardif, et quelques autres.
Le deuxième groupe comprend les manuscrits Bunroku 5 en possession de la Dai-Tōkyū Kinen bunko (大東急記念文庫), et d'autres.
Le troisième groupe comprend les textes illustrés de l'époque de Muromachi conservés dans le musée de l'Eisei bunko (永青文庫), et d'autres.
Le quatrième groupe comprend les manuscrits Tenbun 9 dans les collections de la bibliothèque de l'Université Keiō, le manuscrit copié à la fin de la période Muromachi dans les collections de la Bibliothèque centrale de Tenri, et le katakana ko katsuji-bon (ja) (édition imprimée).
Le cinquième groupe comprend l'édition en hiragana ko katsuji en 11 colonnes imprimées, les éditions en 12 colonnes de même type, l'édition imprimée Kan'ei 19, et l'édition imprimée avec des illustrations datant à peu près de l'époque Man'ei ou Kanbun (1658-1673).